# Barry Jackson
Barry Jackson (Birmingham, Reino Unido, 22 de agosto de 1941) fue un atleta británico especializado en la prueba de 4x400 m, en la que consiguió ser subcampeón europeo en 1962.

## Carrera deportiva
En el Campeonato Europeo de Atletismo de 1962 ganó la medalla de plata en los relevos de 4x400 metros, con un tiempo de 3:05.9 segundos, llegando a meta tras Alemania del Oeste (oro) y por delante de Suiza (bronce).